# Царство Гана
Царство Гана или Царство Вагаду била је држава која је постојала на подручју данашње југоисточне Мауританије и западног Малија од око 350. до око 1235. године нове ере.
О њеном настанку нема поузданих извора, иако постоје бројне легенде и митови, обично везани уз породицу пророка Мухамеда. Први историчар који помиње њено постојање је персијски писац ел Хорезми из 9. века, а нешто детаљнији опис је дао арапски историчар Ел Бакри у 11. веку. Према њему је Гана била моћна, богата и развијена држава, чије се становништво захваљујући транссахарској трговини постепено преобраћало на ислам. Тачан датум нестанка државе такође није познат, али је њено подручје око 1400. контролисало Царство Мали. По њему је име добила савремена држава Гана, иако се царство није налазило на њеној данашњој територији.

## Историја

### Порекло
Теоретисањем о пореклу Гане доминирали су спорови између етноисторијских извештаја и археолошких тумачења. Најраније расправе о њеном пореклу налазе се у суданским хроникама Махмуда Катија и Абд ал-Рахмана ас-Садија. Према Катином Тарих ал-Феташу у делу које је аутор вероватно саставио око 1580. године, али позивајући се на ауторитет главног судије Месине, Иде ал-Масинија који је живео нешто раније, двадесет краљева је владало Ганом пре доласка пророка Мухамеда, и царство се продужило током једног века након пророка. Говорећи о пореклу владара, Тарих ал-Феташ даје три различита мишљења: да су они били Сонинке, Вангара (који су Сонинке група) или Санхаџа Бербери.
Ал-Кати је дао предност једном другом тумачењу с обзиром на чињеницу да су их њихове генеалогије повезивале са овом групом, додајући да „оно што је сигурно је да они нису били Сонинке” (мин ал-Завади) Могуће је да је повезивао Гану са Санхаџом. Раније верзије, попут на пример оних писца из 11. века ал-Идрисија и писца из 13. века ибн Саида, приметиле су да су владари Гане тих дана водили своје порекло од клана пророка Мухамед преко његовог заштитника Аби Талиба, или преко његовог зета Алије. Он каже да је било 22 краља владала пре Хиџре и 22 после.
Иако ова рана гледишта доводе до многих егзотичних тумачења страног порекла Вагада, научници углавном занемарују ова гледишта. Левцион и Сполдинг, на пример, тврде да ал-Идрисијево сведочење треба посматрати веома критички због очигледно великих погрешних процена у географији и историјској хронологији, док они сами повезују Гану са локалним Сонинкама. Поред тога, археолог и историчар Рејмонд Мауни тврди да се Ал-Катијев и ал-Садијев поглед на страно порекло не може сматрати поузданим. Он тврди да су тумачења била заснована на каснијем присуству (након пропасти Гане) номадских уљеза из Либије, на претпоставци да су они били историјска владајућа каста, и да писци нису на одговарајући начин узели у обзир савремене извештаје као што су Јакуби (872), ал-Масуди (око 944. године), Ибн Хавкал (977) и ал-Бируни (око 1036. године), као и ал-Бакри, од којих сви описују становништво и владаре Гане као „црнце”.

#### Усмена предања
У касном 19. веку, док су француске снаге држале под окупацијом регион у коме је лежала древна Гана, колонијални званичници су почели да прикупљају традиционалне извештаје, укључујући неке рукописе написане на арапском нешто раније у веку. Неколико таквих традиција је забележено и објављено. Иако постоје разне варијанте, ове традиције се позивају на древну државу коју су познавали о Вагаду, или „место Вагоа“ што је термин актуелан у 19. веку за локално племство. Традиције су описале краљевство које је основао човек по имену Динга, који је дошао „са истока“ (нпр. Асуан, Египат), након чега је он мигрирао на разне локације у западном Судану, на сваком месту остављајући децу са различитим женама. Да би постигао власт на својој коначној локацији, морао је да убије гоблина, а затим да се удају његове ћерке, које су постале преци кланова који су доминирали у региону у време записивања религије. Након Дингине смрти, његова два сина Кајн и Дијабе су се борила за краљевство, при чему је Дијабе однео победу и основао краљевство.

## Владари Авкара
- Краљ Каја Маја : око 350.
- 21 краљ, непозната имена око 350- 622
- 21 краљ, непозната имена 622- 790
- Крлај Реиџа Акба : 1400-1415

### Сонинке владари; „Гане“ из династије Цисе
- Мајан Дјабе Цисе: око 790
- Баси: 1040- 1062

### Владари за време окупације Каниага
- Сумаба Цисе као вазал Соумаороа: 1203-1235

### Ганетрибутарне државе Вагаду
- Сумаба Цисе као савезник Сунџата Кејте: 1235-1240